# Hexatoma (Eriocera) jurata
Hexatoma (Eriocera) jurata is een tweevleugelige uit de familie steltmuggen (Limoniidae). De soort komt voor in het Neotropisch gebied.